# Цвіт кульбаби
Цвіт Кульбаби — український рок-гурт, створений 2008 року.

## Історія
Ідея створення гурту прийшла Василю Марущаку (Крецкому), котрий на початку 2008 року випадково потрапив на репетицію до місцевого молодого івано-франківського гурту, який «лабав» панк-рок.
На тій же репетиції і з'явилась ідея створити гурт, який би виділявся з-поміж інших, і зупинився на стилі музики етно-фолк-рок. Пізніше хлопці думають над назвою та своїм іміджем. Сама назва «Цвіт Кульбаби» прийшла спонтанно «приснившись на перше квітня», так як хлопці хотіли, щоб назва була цікавою, позитивною, енергійною і привертала увагу до фолку, то зупинились саме на цій назві.
В той час учасниками були: Василь Марущак (Крецкий) — вокал, гітара; Ігор Мельник — бек-вокал, баян; Олег Бережанський — бас-гітара; Андрій Пипчак — барабани.
Наприкінці 2008 року склад дещо міняється. До гурту приходить Ромко Батюк — бас-гітара, Андрій Зваричук (Абат) — барабани. Від того часу гурт залишається твердим міцним кістяком. Хлопці починають працювати над своїми першими піснями: «Катерина», «Віночок», «Зозулька».
У 2009 році «Цвіт Кульбаби» має перший концертний виступ на площі міського озера у Івано-Франківську «День молоді», де хлопці вжарили енергійно такі пісні: «Катерина», «Віночок», «Зозулька», на які позитивно відреагувала франківська публіка.
Наприкінці 2009 року «Цвіт Кульбаби» бере участь у Всеукраїнському фестивалі сучасної пісні та популярної музики «Червона Рута», де стають переможцями у жанрі рок-музика з піснею «Катерина», яка іде в ротацію на радіостанції. Пізніше гурт записує ще декілька пісень, такі як «Віночок», «Зозулька», і котрі також потрапляють на радіо. Ця перемога додає хлопцям ще більше творчого натхнення писати і працювати над новими піснями. В цьому році гурт вперше виступає за кордоном у м. Ряшів (Польща).
2010 рік для гурту стає більш творчим. Крім того, що пишуться пісні, гурт успішно дає концерти українським прихильникам, а також виступає для діаспори у Польщі.
2011 рік — гурт записує пісню «Рижа», яка стає популярною не тільки в Україні, але і за її межами. В цьому ж році гурт виступає на фестивалі EKolomyja у м. Гурово-Ілавецьке (Польща), фестивалі Українські Дні у місті Пасленк (Польща), а також, на запрошення посла України у Молдові, в м. Кишинів (Молдова).
2012 рік — гурт записує дебютний CD альбом «Рижа», випускає його компанія UKRmusic (м. Київ), до якого входить дванадцять кращих треків. Презентація відбувається на Новому каналі у ранковому шоу «Підйом». Також у цьому році гурт знімає та презентує першу відеороботу на пісню «Рижа».
2013 рік — гурт знімає нову відеороботу на пісню «Катерина», а також кипить робота на студії звукозапису над треками «Королєва», «Хуліганка», «Сіно», «Білий камінь».
2014 рік — гурт бере участь у таких фестивалях як «Країна мрій» (Київ), Bytowska Watra у м. Битів (Польща) та інші.
2015 рік — разом з ФДР оновлює пісню «Королєва» (баби як баби) і розпочинає ротацію на усіх радіостанціях України. Неочікувано пісня б'є усі рекорди і набирає популярності. У цьому ж році гурт знімає відеороботу на «Королєву», а також, на запрошення канадських організаторів, гурт їде на український фестиваль у Монреаль, а також дає сольний концерт у Торонто (Канада). Повернувшись з Канади, гурт вирушає до Польщі на Лемківську ватру в Ждині.
2016 рік — гурт продовжує співпрацю з ФДР і оновлює пісні «Хуліганка», «Рижа». У цьому ж році гурт виступає для діаспори на фестивалі «Украінські дні в Щецині».

## Учасники
Теперішні
- Василь Марущак (Крецкий) — гітара, вокал, тексти. Народився 15 січня 1982 року. Освіта вища — Львівський університет фізичної культури і спорту.
- Ромко Батюк — бас-гітара. Народився 7 червня 1981 року. Освіта вища — закінчив інститут культури і мистецтв Прикарпатського університету ім. В.Стефаника за спеціальністю декоративно-прикладне мистецтво.
- Володимир Корчак (Чіп) — ударні. Народився 12 квітня 1985 року. Освіта вища — Івано-Франківський технічний університет нафти і газу.
- Василь Сидорак — акордеон, бек-вокал, Народився — 24 березня 1999 року. Освіта - вища, Прикарпатський національний університет ім. В.Стефаника
- Діана Бігун -бек вокал, Народилася 26 серпня 1995 року, Освіта вища — закінчила інститут культури і мистецтв Прикарпатського університету ім. В.Стефаника.

Колишні
- Ігор Мельник — акордеон з 2008—2017 р.
- Андрій Зваричук — ударні з 2008—2017 р.

## Дискографія
- «Рижа», «UKRmusic», 2012

Список композицій:

1. Серце

2. Сеньйора

3. Рижа

4. Кучері

5. Козак

6. Здурила

7. Олена

8. Квітка

9. Дай мені трохи часу

10. Віночок

11. Зозулька

12. Катерина

Список нових композицій
- Хуліганка 2014
- Білий камінь 2014
- Королєва 2015
- Шуба песєц 2016
- Фальшива любов 2017
- ПоБарабану 2018
- Злилася з весною 2019

## Відеокліпи
- «Рижа», 2012  [Архівовано 11 грудня 2017 у Wayback Machine.]
- «Катерина», 2013  [Архівовано 2 лютого 2017 у Wayback Machine.]
- «Королєва», 2015  [Архівовано 2 лютого 2017 у Wayback Machine.]
- «Шуба Песець», 2016  [Архівовано 2 лютого 2017 у Wayback Machine.]
- «Фальшива любов», 2017
- «ПоБарабану», 2018
- «Злилася з весною», 2019